# (+)-Apscisinska kiselina 8'-hidroksilaza
(+)-Apscisinska kiselina 8'-hidroksilaza (EC 1.14.13.93, (+)-ABA 8'-hidroksilaza, ABA 8'-hidroksilaza) je enzim sa sistematskim imenom abscisat,NADPH:kiseonik oksidoreduktaza (8'-hidroksilacija). Ovaj enzim katalizuje sledeću hemijsku reakciju
(+)-abscisat + + + O2 {\displaystyle \rightleftharpoons } 8'-hidroksiabscisat + + + 2O
Ovaj enzim jehem-tiolatni protein (P-450). On katalizuje prvi korak u oksidativnoj degradaciji abscisinske kiseline.

## Literatura
- Nicholas C. Price; Lewis Stevens (1999). Fundamentals of Enzymology: The Cell and Molecular Biology of Catalytic Proteins (Third изд.). USA: Oxford University Press. ISBN 019850229X.
- Eric J. Toone (2006). Advances in Enzymology and Related Areas of Molecular Biology, Protein Evolution (Volume 75 изд.). Wiley-Interscience. ISBN 0471205036.
- Branden C; Tooze J. Introduction to Protein Structure. New York, NY: Garland Publishing. ISBN 0-8153-2305-0.
- Irwin H. Segel. Enzyme Kinetics: Behavior and Analysis of Rapid Equilibrium and Steady-State Enzyme Systems (Book 44 изд.). Wiley Classics Library. ISBN 0471303097.

## Spoljašnje veze
- (+)-abscisic+acid+8'-hydroxylase на 